# Sandy Chambers
Sandy Chambers, nota anche come Sandy o Sandy C., pseudonimo di Sandra Chambers (Londra, 11 aprile 1967), è una cantante britannica naturalizzata italiana.

## Carriera
È una delle “regine nascoste” della Dance anni 90, avendo prestato la voce a tantissimi progetti dance, pur non prestando la sua immagine, se non in alcuni casi quali nel singolo Bad Boy del 1995 o nel featuring con i Double You in Dancing With An Angel, apparendo anche al Festivalbar.
Negli anni 2000 Sandy ha collaborato spesso nei gruppi dei produttori Alle and Marco Benassi. Negli anni è stata corista dal vivo per vari artisti, tra cui Giorgia, Mariah Carey, Zucchero Fornaciari, Jovanotti, Claudio Baglioni e Antonello Venditti.

## Discografia
- 1990s - "Dreamin' Stop"
- 1992 - "Send Me An Angel" (Netzwerk)
- 1993 - "Breakdown"
- 1995 - "Baby Baby" (Corona)
- 1995 - "Try Me Out" (Corona)
- 1995 - "I Don't Wanna Be A Star" (Corona)
- 1995 - "Bad Boy"
- 1995 - "Dancing with an Angel" (Double You)
- 1995 - "Wanna Be With You" (Jinny)
- 1995 - "You Know What I Want"
- 1996 - "Megamix" (Corona)
- 1996 - "My Radio"
- 1997 - "The Power of Love" (Ondina)
- 2000 - "Lovin' it" (Kyma)
- 2002 - "I Miss You"
- 2003 - "Get Better"
- 2003 - "Illusion"
- 2004 - Pumphonia

- - "Get Better"
  - "I Feel So Fine"
  - "Illusion"
  - "Turn Me Up"
- 2005 - ...Phobia
  - "Castaway"
  - "Light"
  - "Movin' Up"
  - "Somebody To Touch Me"
- 2005 - "Give It Time"
- 2006 - "Feel Alive"
- 2006 - "Baby Baby"
- 2007 - "Play My Music"
- 2007 - "Get Hot"
- 2008 - "Foundation"
- 2008 - "Make the World Go Round"
- 2008 - "Break the Wall"
- 2009 - "get out of my mind"
- 2009 - "this is me"
- 2009 - "brighter"